# Косачев, Константин Иосифович
Константи́н Ио́сифович Косаче́в (род. 17 сентября 1962, п. Мамонтовка, Пушкинский район, Московская область, РСФСР, СССР) — российский государственный деятель, дипломат, сенатор Российской Федерации, заместитель председателя Совета Федерации (с 2021), входит в Комитет по международным делам. Кандидат юридических наук. Член Высшего совета партии «Единая Россия».
Из-за поддержки российско-украинской войны — под санкциями 27 стран ЕС, Великобритании, США, Канады, Швейцарии, Австралии, Украины, Новой Зеландии.

## Биография
Родился в семье дипломата. Отец, Иосиф Артемьевич Косачев (1931 года рождения), по словам его сына, всю жизнь работал в Министерстве иностранных дел. Мать — Косачева (Успенская) Нина Геннадьевна, 1935 года рождения, переводчик, поженились в 1957 году. В одном из интервью Косачев рассказал, что до восьми лет жил в Швеции, там и пошёл в школу. В дальнейшем учился в Москве, школу № 648 окончил в 1979 году (в 2017 г. школе № 648 присвоено имя Героя Российской Федерации А. Г. Карлова, Посла Российской Федерации в Турции, застреленного турецким террористом и бывшего выпускником той же школы).
В 1984 году с отличием окончил Московский государственный институт международных отношений МИД СССР. Был переводчиком и переводчиком-синхронистом, в том числе, на высшем уровне (у М. С. Горбачёва). Работал на различных дипломатических должностях в центральном аппарате и загранучреждениях МИД СССР и России.
В 1991 году окончил факультет повышения квалификации Дипломатической академии МИД СССР.
С 1991 года — первый секретарь посольства, а с 1994 года — советник посольства России в Швеции.
Принимал участие в ряде международных конференций по вопросам европейской безопасности и разоружения. Входил в группу советников Министра иностранных дел Российской Федерации. Был заместителем директора 2-го европейского департамента МИД России, отвечал за реализацию российского внешнеполитического курса на североевропейском направлении.
С мая 1998 года — советник, затем помощник по международным вопросам Председателя Правительства Российской Федерации (В аппаратах Сергея Владиленовича Кириенко, Евгения Максимовича Примакова, Сергея Вадимовича Степашина, Владимира Владимировича Путина).
Занимал должность заместителя руководителя секретариата Председателя Правительства Российской Федерации С. В. Степашина.

### Депутат Госдумы
С 19 декабря 1999 по декабрь 2003 года — депутат Государственной Думы Федерального Собрания Российской Федерации третьего созыва, первый заместитель руководителя фракции «Отечество — Вся Россия», заместитель председателя Комитета по международным делам, член Комиссии по оказанию содействия Союзной Республике Югославии в преодолении последствий агрессии Организации Североатлантического договора, член Комиссии по вопросам выполнения договора между Российской Федерацией и Соединёнными Штатами Америки об ограничении систем противоракетной обороны от 26 мая 1972 года, Договора о всеобъемлющем запрещении ядерных испытаний (ДВЗЯИ) и заключения нового договора о дальнейшем сокращении и ограничении стратегических наступательных вооружений (СНВ-3).
В 2003 году в Дипломатической академии МИД России защитил кандидатскую диссертацию на тему «Концепция развития международного права в области борьбы с ядерным терроризмом», кандидат юридических наук.
В 2003—2007 годах — депутат Государственной Думы Федерального Собрания Российской Федерации четвёртого созыва от партии «Единая Россия». Председатель комитета Государственной Думы по международным делам.
2 декабря 2007 года избран депутатом Государственной Думы Федерального Собрания Российской Федерации пятого созыва. Председатель комитета Государственной Думы по международным делам.
4 декабря 2011 года избран депутатом Государственной Думы Федерального Собрания Российской Федерации шестого созыва. Заместитель председателя комитета Государственной Думы по международным делам.
5 марта 2012 года назначен руководителем Федерального агентства по делам Содружества Независимых Государств, соотечественников, проживающих за рубежом, и по международному гуманитарному сотрудничеству и спецпредставителем Президента России по связям с государствами — участниками СНГ.

### Сенатор
18 декабря 2014 года назначен представителем в Совете Федерации от главы Чувашской Республики. 25 декабря 2014 года избран председателем Комитета Совета Федерации по международным делам.
Косачев был включён в санкционный список физических и юридических лиц, принятый Советом национальной безопасности и обороны Украины.
С 21 сентября 2015 года представитель правительства Республики Марий Эл в Совете Федерации РФ. 21 сентября 2017 года глава Республики Марий Эл Александр Евстифеев продлил его полномочия. В сентябре 2022 года новый глава региона Юрий Зайцев, вступивший в должность, продлил полномочия члена Совета Федерации от республики.
6 апреля 2018 года включён в санкционный «Кремлёвский список» США в числе 17 чиновников и 7 бизнесменов из России, приближённых к президенту РФ В. В. Путину.
15 марта 2019 года Канада ввела санкции против 114 лиц, включая Константина Косачева, и 15 компаний из-за инцидента в Керченском проливе.
17 марта 2021 года избран заместителем Председателя Совета Федерации.

## Работа вПАСЕ
При рассмотрении в 2006 году резолюции, осуждающей коммунистические режимы, заявил о недопустимости ставить знак равенства между коммунизмом и фашизмом: «Нельзя ставить на одну доску коммунистическую идеологию и идеологию нацизма».
Как глава делегации Российской Федерации в ПАСЕ, 30 сентября 2009 года, заявил следующее:

«Для вашего сведения: Грузия в её так называемых международно признанных границах — это тоже преступление грузина Сталина, включившего в состав своей родной Грузии насильственным образом два народа против их воли»

И добавил ещё одно резкое высказывание:

«Год назад весь мир увидел, как господин Саакашвили пробовал на вкус свой галстук. Послезавтра, когда здесь будут обсуждаться очередные грузинские инициативы по нашим полномочиям, вам предстоит пробовать на вкус свой собственный галстук, повязанный, а точнее, навязываемый вам современными продолжателями дела Сталина».

«Независимая газета» пишет, что часть депутатов ПАСЕ была буквально ошарашена резкостью заявлений российского представителя.

## Другие заявления
- 26 ноября 2010 года в программе «Визави с миром» радио «Голос России» высказался за объединение Северной и Южной Кореи, при котором северокорейские лидеры должны получить гарантии личной безопасности, гарантии безопасности их близких и их семей[22].
- В июле 2011 года на ONФоруме в Липецке призвал Приднестровье сменить руководство, отказаться от независимости и войти в состав Молдавии[23]. В августе 2011 года российский журналист Дмитрий Ермолаев обвинил Косачева в попытке «сдачи» Приднестровья[24].
- В ноябре 2011 года высказал мнение, что европейский валютный союз (зона евро) покинут Греция, Венгрия, Португалия, Ирландия, Испания, Италия и Латвия, поскольку у этих стран огромный государственный долг[25]. На тот момент ни Латвия, ни Венгрия не входили в Еврозону.
- Выступает против ратификации Россией 20 статьи Конвенции ООН против коррупции. Считает что 20-я статья противоречит 49 статье Конституции РФ и способна лишить миллионы граждан России презумпции невиновности.
- В июле 2018 года председатель комитета по международным делам Косачев и член комитета Олег Морозов предложили внести поправки в федеральный закон «О порядке выезда и въезда в РФ», которые могут привести к закрытию всех визовых центров в России[26].

## Семья
- Жена — Людмила Алексеевна Косачева (Муранова, родилась в 1958 году). С ней Косачев познакомился в Швеции — он был на студенческой практике, а она как ударник коммунистического труда приехала туда по путёвке[4].

* Дочь — Зверева (Косачева) Анна Константиновна. Родилась 15.11.1989 в Стокгольме. Сотрудник банковской сферы.

## Награды
- Орден «За заслуги перед Отечеством» III степени (14 сентября 2022) — за большой вклад в развитие парламентаризма, активную законотворческую деятельность и многолетнюю добросовестную работу[27].
- Орден «За заслуги перед Отечеством» IV степени (20 апреля 2006) — за активное участие в законотворческой деятельности и многолетнюю добросовестную работу[28].
- Орден Александра Невского (11 декабря 2018)[29].
- Орден Почёта (7 декабря 2012) — за большой вклад в сохранение, популяризацию и развитие российской культуры, образования и русского языка за рубежом[30].
- Орден Дружбы (21 января 2003) — за заслуги в укреплении законности, активную законотворческую деятельность и многолетнюю добросовестную работу[31].
- Командор ордена Полярной звезды (Швеция, 2004)[32].
- Золотая медаль «За заслуги» Республики Сербия (2015, Сербия)[33].
- Орден Дружбы (Южная Осетия, 17 октября 2009) — за большой вклад в дело поддержания мира и стабильности на Кавказе, укрепление межпарламентских отношений и активную деятельность по отстаиванию интересов Республики Южная Осетия в Парламентской Ассамблее Совета Европы[34] (недоступная ссылка с 27-11-2015 [3535 дней]).
- Медаль ордена «За заслуги перед Чувашской Республикой» (10 марта 2012) — за многолетний труд по отстаиванию интересов Чувашской Республики в Госдуме[35]
- Почётный доктор Чувашского государственного университета им. И. Н. Ульянова (28 марта 2007)[36].
- Почётный доктор Института международного права и экономики им. А. С. Грибоедова (2008)[37].
- Самарский крест (Общественный совет Болгарии)[38].
- «Орден Почёта» (Южная Осетия, 14 апреля 2016)[39].
- Медаль Столыпина II степени (14 июля 2018)[40]
- Почётная грамота Правительства Российской Федерации (4 февраля 2011) — за заслуги в законотворческой деятельности и многолетнюю добросовестную работу[41]
- Благодарность Правительства Российской Федерации (6 мая 2008) — за заслуги в законотворческой деятельности и активное участие в развитии парламентаризма в Российской Федерации[42]
- Памятная медаль «100-летие образования Чувашской автономной области» (2020)
- Медаль «За укрепление парламентского сотрудничества» (13 октября 2017, Межпарламентская ассамблея СНГ) — за особый вклад в развитие парламентаризма, укрепление демократии, обеспечение прав и свобод граждан в государствах — участниках Содружества Независимых Государств[43]
- Медаль «МПА СНГ. 25 лет» (27 марта 2017, Межпарламентская ассамблея СНГ) — за заслуги в деле развития и укрепления парламентаризма, за вклад в развитие и совершенствование правовых основ функционирования Содружества Независимых Государств, укрепление международных связей и межпарламентского сотрудничества[44]
- Почётная грамота Совета Межпарламентской Ассамблеи государств — участников Содружества Независимых Государств (27 ноября 2020, Межпарламентская ассамблея СНГ) — за активное участие в деятельности межпарламентской Ассамблеи и её органов, вклад в укрепление дружбы между народами государств — участников Содружества Независимых Государств[45]

## Дипломатический ранг
- Чрезвычайный и полномочный посланник 2 класса (29 сентября 1999)[46].
- Чрезвычайный и полномочный посол (1 декабря 2009)[47].

## Классные чины
- Действительный государственный советник Российской Федерации 2 класса (25 января 1999)[48].

## Членство в организациях
- Президент Европейского клуба.
- Член попечительского совета Российского совета по международным делам.
- Председатель Попечительского совета Международной молодёжной общественной организации «Содружество».
- Член Попечительского совета МГИМО (упразднён в 2022 году[49]).
- Заведующий кафедрой международных отношений Дипломатической академии МИД России.

## Международные санкции
С 6 апреля 2018 года находится под американскими санкциями; внесён в санкционный «кремлёвский список».Минфина США, составленный в ответ на подозрения о вмешательстве России в американские выборы президента в 2016 году. Также в мае 2018 года США аннулировали годовую визу Косачева с грифом UN (ООН), что не позволило ему принять участие в мероприятиях ООН на территории Соединённых Штатов.
15 марта 2019 года Канада ввела санкции против Косачева из-за «агрессивных действий» России в Чёрном море и Керченском проливе, а также из-за аннексии Крыма.
Из-за поддержки российской агрессии и нарушения территориальной целостности Украины во время российско-украинской войны находится под персональными международными санкциями разных стран.
9 марта 2022 года, на фоне вторжения России на Украину, внесён в санкционный список всех стран Европейского союза так как он голосовал за ратификацию договоров о дружбе с самопровозглашёнными ЛНР и ДНР.
Указом президента Украины Владимира Зеленского от 7 сентября 2022 года находится под санкциями Украины за «поддержку незаконным попыткам России аннексировать суверенную украинскую территорию путем проведения фиктивных референдумов».
30 сентября 2022 года внесён санкционный список Соединённых Штатов Америки «за аннексию Путиным регионов Украины» и одобрения закона о фейках. Государственный департамент отмечает что сенаторы  «проголосовали за одобрение просьбы Путина о вводе войск в Украину, что послужило неоправданным предлогом для полномасштабного вторжения России в Украину».
По аналогичным основаниям, с 15 марта 2022 года находится под санкциями Великобритании. С 16 марта 2022 года находится под санкциями Швейцарии. С 21 апреля 2022 года находится под санкциями Австралии. С 3 мая 2022 года находится под санкциями Новой Зеландии.